# Каровиньо
Каровѝньо (на италиански: Carovigno, на местен диалект Carvìgni, Карвини) е град и община в Южна Италия, провинция Бриндизи, регион Пулия. Разположен е на 161 m надморска височина. Населението на общината е 16 307 души (към 2010 г.).